# Pierre Tarin

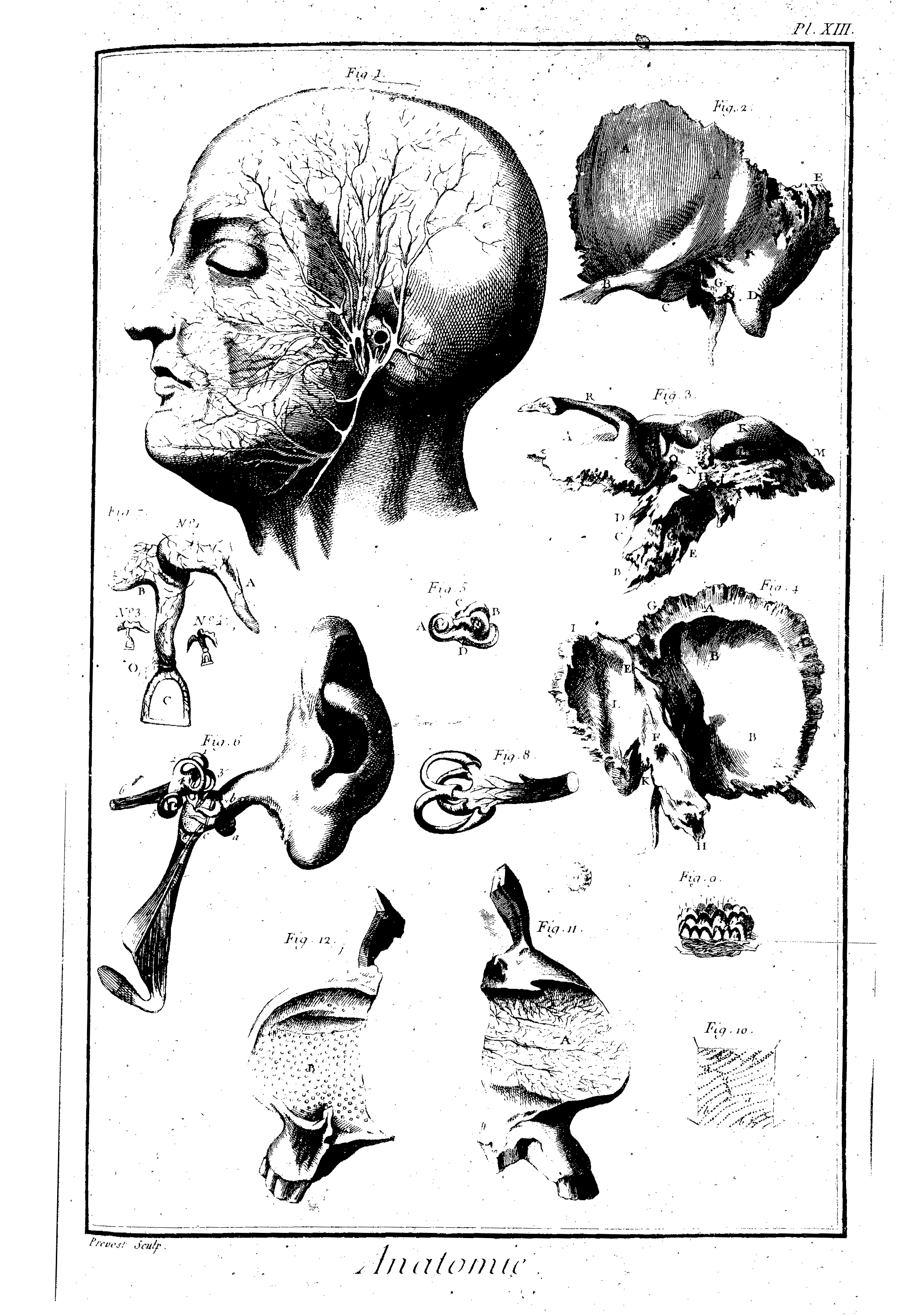
Bildtafel Anatomie aus der Encyclopédie.

Pierre Tarin (* 1721 in Courtenay (nach anderen Angaben 1725); † 1761 oder 1793) war ein französischer Mediziner, Übersetzer und einer der Hauptbeiträger zur Encyclopédie für die Bereiche Anatomie und Physiologie.

## Leben und Werk
Tarin wurde als Sohn eines Kaufmanns in Courtenay bei Montargis geboren. Er studierte Medizin in Paris, wahrscheinlich aber ohne Abschluss.
Nach 1747 entfaltete er für ein paar Jahre eine große Aktivität: er unterrichtete Anatomie, übersetzte Albrecht von Hallers Primae linae physiologiae und Josias Weitbrechts Syndesmologia ins Französische, gab Herman Boerhaaves sechsbändige Elementa chemiae heraus und schrieb mindestens fünf weitere medizinische Werke. Hervorzuheben sind vor allem seine 1750 erstmals veröffentlichte Adversaria anatomica, die die erste bildliche Darstellung des menschlichen Nervensystems enthalten. Der Medizinhistoriker Paul Delaunay sieht in Tarin einen der besten Anatomen des 18. Jahrhunderts.
Als Beiträger zur Encyclopédie wurde er schon angeworben, bevor Diderot und d’Alembert die Herausgeberschaft übernahmen. In den Bänden 1 bis 11 sind mehr als 370 Artikel mit seinem Autorenkürzel „L“ gekennzeichnet. Darüber hinaus wählte Tarin auch Bildtafeln zur Anatomie für den Tafelband aus und versah sie mit erläuternden Kommentaren. Nach Band 7 werden seine Beiträge spärlicher, allerdings vermutet Jacques Roger, dass auch anonyme Beiträge wie der Artikel Physiologie, in dem Boerhaave und Haller gelobt werden, von Tarin stammen. Eine gründliche Aufarbeitung der Leistung Tarins für die Encyclopédie steht bisher aus.

## Werke (Auswahl)

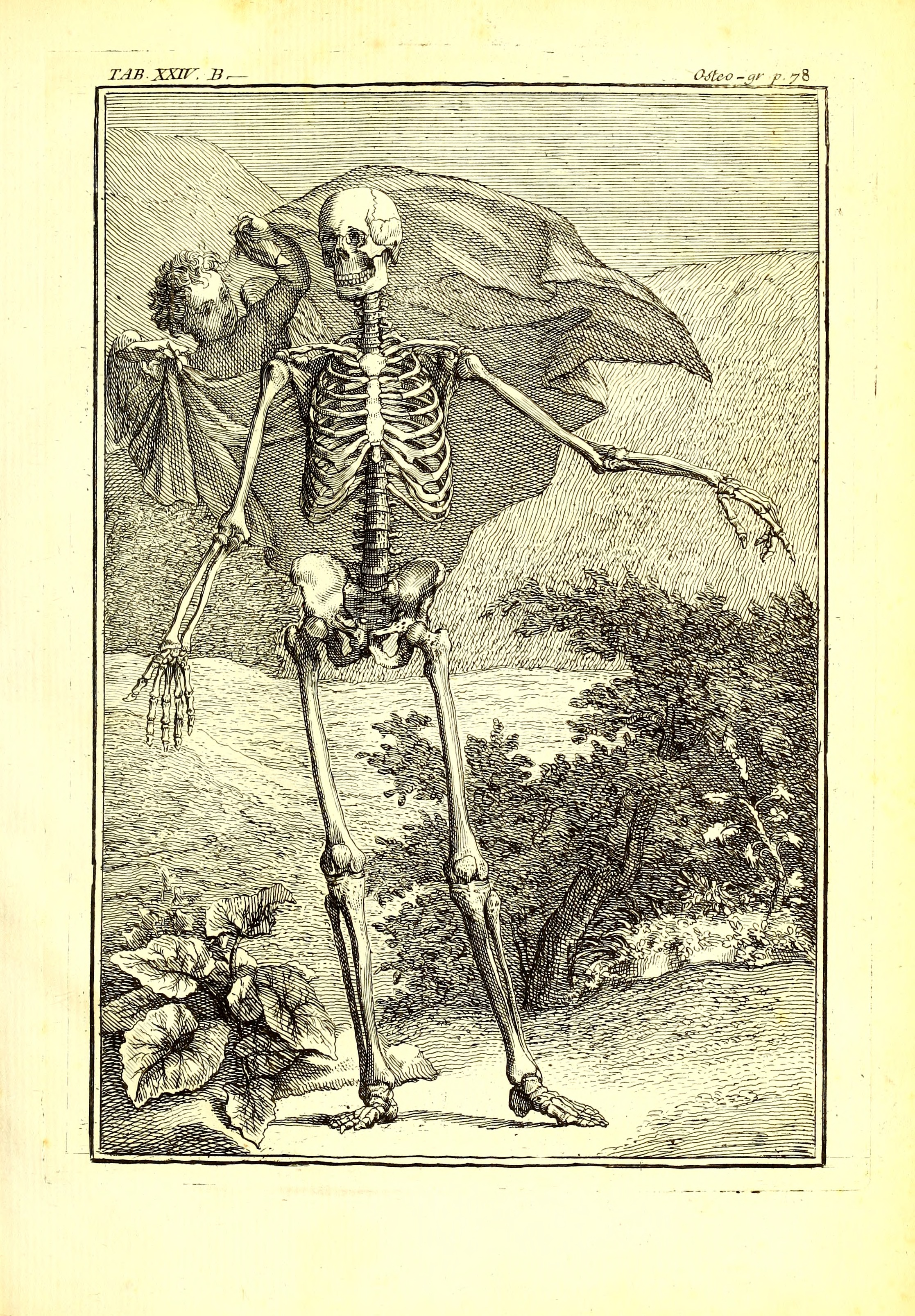
Ostéo-graphie (1753) Pierre Tarin.

- Problemata anatomica, utrum inter arterias mesentericas, venasqne lacteas, immediatum datur commercium. Parisiis 1748.
- Anthropotomie, ou l’art de disséquer. Paris 1750.
- Adversaria anatomica. Parisiis 1750.
- Démosgraphie, ou description des ligaments du corps humain. Paris 1752.
- Éléments de physiologie. traduits du latin de Haller, Paris 1752.
- Dictionnaire anatomique. suivi d’une Bibliothèque anatomique et physiologique, Paris 1753.
- Ostéographie, ou description des os de l’adulte, du fœtus, etc. Paris 1753.
- Myographie ou description des muscles. Paris 1753.
- Observations de médecine et de chirurgie. 3 Bände. Paris 1755.

Artikel aus der Encyclopédie
- « Bile », t. II, S. 249b.
- « Dents », t. IV.